# نیک گریمشاو
نیک گریمشاو (انگلیسی: Nick Grimshaw) مجری برنامه‌های بی‌بی‌سی رادیو ۱ است. اکنون مجری برنامه برنامه صبحانه در بی‌بی‌سی رادیو ۱ است. گریمشاو علناً همجنس‌گراست. 